# Wenzel Wodak
Wenzel Wodak (ur. 2 listopada 1909, zm. 22 września 1948 w Landsberg am Lech) – zbrodniarz hitlerowski, członek załogi obozu koncentracyjnego Flossenbürg i SS-Oberscharführer.
Członek NSDAP i SS od 1938 roku. Do Waffen-SS wcielony w 1941 i w tym samym roku skierowany do obozu we Flossenbürgu. Wodak pełnił tam służbę do 1944 roku kolejno jako: strażnik, blokowy, członek wydziału zajmującego się pracą więźniów oraz kierownik komanda więźniarskiego. W obozie miał opinię mordercy. Sam twierdził, że zamordował prawie 1000 osób i że byłby bogatym człowiekiem, gdyby otrzymywał pieniądze za każdego więźnia, którego zabił. Wodak przeprowadzał egzekucje i znęcał się nad więźniami.
amerykański Trybunał Wojskowy w Dachau osądził jego zbrodnie w procesie, który odbył się w dniach 2–13 czerwca 1947 roku. Wenzel Wodak skazany został na karę śmierci przez powieszenie. Wyrok wykonano w więzieniu Landsberg we wrześniu 1948 roku.